# Perkūnas
Perkūnas var åskans gud inom baltisk mytologi. 
Han var himmelens och väderlekens gud och en av de största och mest tillbedda gudarna inom den baltiska religion i både dess lettiska och litauiska version. 